# Flanders Ladies Trophy
Le Flanders Ladies Trophy est un tournoi international de tennis, exclusivement féminin, se déroulant depuis 1987 à Coxyde en Belgique.

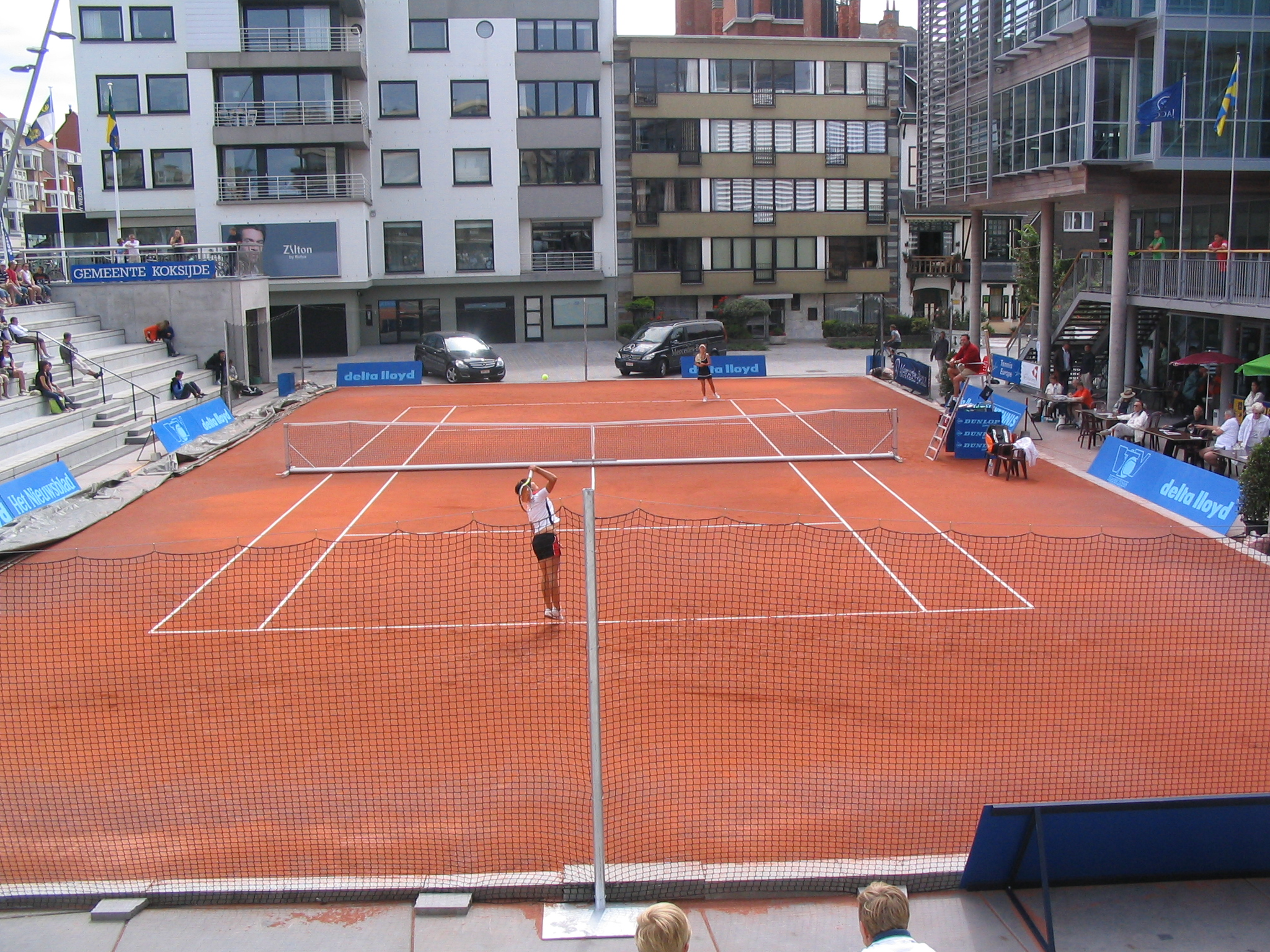
Un des matchs de l'édition 2007 du Flanders Ladies Trophy. Celui-ci oppose, lors du 1er tour, McCall Jones (USA) et Katerina Polunina (Ukraine), en train de servir.

## Origines
Le Flanders Ladies Trophy est né d'un tournoi de tennis amateur, ouvert aux touristes, qui se déroulait pendant la saison estivale, sur la station balnéaire de Coxyde-Bains.
Le succès était tel que les dirigeants du club de tennis local, le T.C. Koksijde (Koksijde est le nom de Coxyde en néerlandais), ont décidé de franchir le pas en créant, en 1987, ce tournoi international affilié à la Fédération internationale de tennis.
De 1987 à 2006, le tournoi se déroulait intégralement à Coxyde-Bains. Depuis 2007, des matchs ont aussi lieu à Coxyde-Village.
Depuis 2009, l'épreuve se dénomme désormais Flanders Ladies Trophy Koksijde.

## Notoriété
Le Flanders Ladies Trophy est un "petit" tournoi. Il ne fait pas partie du circuit WTA et n'a une dotation que de 10 000 $ (USD), la plus petite dotation pour un tournoi international affilié à l'ITF.
Lors de l'édition 2009, il deviendra un 25 000 $.
Toutefois, en tant que tournoi-tremplin, il a pu accueillir de nombreuses joueuses (notamment du Benelux ou françaises) qui ont connu une grande carrière par la suite. Les meilleurs exemples sont donnés par Justine Henin et Kim Clijsters, qui ont toutes les deux atteint la place de no 1 mondiale, mais on peut citer aussi Dominique Monami, Sarah Pitkowski-Malcor, Marion Bartoli, Anne Kremer ou Michaëlla Krajicek. Des championnes d'autres pays ont aussi pu venir s'aguerrir à Coxyde en y obtenant de bons résultats, telles Magüi Serna ou Olga Lugina.

## Palmarès

### Simple
| Date               | Nom et lieu du tournoi                                | Dotation       | Surface      | Vainqueur               | Finaliste                 | Score               |
| 1987               | Flanders Ladies Trophy Coxyde-Bains                   |                | Terre (ext.) | Caroline Van Renterghem | Nathalie Vandierendonck   |                     |
| 1988               | Flanders Ladies Trophy Coxyde-Bains                   |                | Terre (ext.) | Renata Smecalova        | Nathalie Vandierendonck   |                     |
| 1989               | Flanders Ladies Trophy Coxyde-Bains                   |                | Terre (ext.) | Petra Kamstra           | Helen Van den Berg        |                     |
| 1990               | Flanders Ladies Trophy Coxyde-Bains                   |                | Terre (ext.) | Dominique Monami        | Magdalena Mrozek          |                     |
| 1991               | Flanders Ladies Trophy Coxyde-Bains                   |                | Terre (ext.) | Olga Lugina             | Amy Van Buuren            |                     |
| 1992               | Flanders Ladies Trophy Coxyde-Bains                   |                | Terre (ext.) | Laurence Courtois       | Olga Lugina               |                     |
| 1993               | Flanders Ladies Trophy Coxyde-Bains                   |                | Terre (ext.) | Mariana Díaz-Oliva      | Stéphanie De Villé        |                     |
| 1994               | Flanders Ladies Trophy Coxyde-Bains                   |                | Terre (ext.) | Anne Kremer             | Stéphanie De Villé        |                     |
| 1995               | Flanders Ladies Trophy Coxyde-Bains                   |                | Terre (ext.) | Sarah Pitkowski-Malcor  | Magüi Serna               |                     |
| 12 au 18 août 1996 | Flanders Ladies Trophy Coxyde-Bains                   | 10 000 $ (USD) | Terre (ext.) | Virginie Massart        | Cécile De Winne           | 2-6 6-4 6-3         |
| 12 au 17 août 1997 | Flanders Ladies Trophy Coxyde-Bains                   | 10 000 $ (USD) | Terre (ext.) | Justine Henin           | Noelia Serra-Djamdjean    | 6-3 7-6             |
| 11 au 16 août 1998 | Flanders Ladies Trophy Coxyde-Bains                   | 10 000 $ (USD) | Terre (ext.) | Kim Clijsters           | Lourdes Domínguez Lino    | 6-3 6-4             |
| 16 au 22 août 1999 | Flanders Ladies Trophy Coxyde-Bains                   | 10 000 $ (USD) | Terre (ext.) | Sophie Erre             | Gabriela Kucerova         | 5-7 7-6 6-2         |
| 14 au 20 août 2000 | Flanders Ladies Trophy Coxyde-Bains                   | 10 000 $ (USD) | Terre (ext.) | Anouska Van Exel (en)   | Maria Wolfbrandt          | 6-3 6-4             |
| 13 au 19 août 2001 | Flanders Ladies Trophy Coxyde-Bains                   | 10 000 $ (USD) | Terre (ext.) | Marion Bartoli          | Arantxa Parra Santonja    | 6-2 6-1             |
| 12 au 18 août 2002 | Flanders Ladies Trophy Coxyde-Bains                   | 10 000 $ (USD) | Terre (ext.) | Kirsten Flipkens        | Michelle Gerards          | 6-4 7-6 (7-3)       |
| 11 au 17 août 2003 | Flanders Ladies Trophy Coxyde-Bains                   | 10 000 $ (USD) | Terre (ext.) | Lenka Snajdrova         | Elke Clijsters            | 6-4 6-2             |
| 09 au 15 août 2004 | Flanders Ladies Trophy Coxyde-Bains                   | 10 000 $ (USD) | Terre (ext.) | Michaëlla Krajicek      | Gaëlle Widmer             | 6-4 6-2             |
| 15 au 21 août 2005 | Flanders Ladies Trophy Coxyde-Bains                   | 10 000 $ (USD) | Terre (ext.) | Caroline Maes           | Nadège Vergos             | 6-2 6-0             |
| 14 au 20 août 2006 | Flanders Ladies Trophy Coxyde-Bains                   | 10 000 $ (USD) | Terre (ext.) | Yanina Wickmayer        | Kristina Steiert          | 6-4 6-1             |
| 13 au 20 août 2007 | Flanders Ladies Trophy Coxyde-Bains et Coxyde-Village | 10 000 $ (USD) | Terre (ext.) | Lenka Wienerová (en)    | Claire De Gubernatis (en) | 6-1 6-4             |
| 11 au 17 août 2008 | Flanders Ladies Trophy Coxyde-Bains et Coxyde-Village | 10 000 $ (USD) | Terre (ext.) | Claudine Schaul         | Danielle Harmsen (en)     | 7-6 (7-2) 7-6 (9-7) |
| 03 au 10 août 2009 | Flanders Ladies Trophy Coxyde-Bains                   | 25 000 $ (USD) | Terre (ext.) | Julia Vakulenko         | Iryna Kuryanovich (en)    | 7-5 6-1             |
| 09 au 15 août 2010 | Flanders Ladies Trophy Coxyde-Bains                   | 25 000 $ (USD) | Terre (ext.) | Katarzyna Piter         | Kiki Bertens              | 6-4 6-4             |
| 08 au 14 août 2011 | Flanders Ladies Trophy Coxyde-Bains                   | 25 000 $ (USD) | Terre (ext.) | Kiki Bertens            | Elitsa Kostova            | 6-2 6-1             |
| 06 au 12 août 2012 | Flanders Ladies Trophy Coxyde-Bains                   | 25 000 $ (USD) | Terre (ext.) | Annika Beck             | Bibiane Schoofs           | 6-1 6-1             |

### Double
| Date               | Nom et lieu du tournoi                                | Dotation | Surface      | Vainqueurs                                  | Finalistes                                     | Score              |
| 1987               | Flanders Ladies Trophy Coxyde-Bains                   |          | Terre (ext.) | Caroline Van Renterghem et Sabine Appelmans | Kathleen Schuurmans et Tacon Joy               |                    |
| 1988               | Flanders Ladies Trophy Coxyde-Bains                   |          | Terre (ext.) | Ilana Berger et Amat Varon                  | Renata Kochta et Hagit Ohayon                  |                    |
| 1989               | Flanders Ladies Trophy Coxyde-Bains                   |          | Terre (ext.) | Helen Van den Berg et Pascale Druyts        | Kathleen Schuurmans et Caroline Van Renterghem |                    |
| 1990               | Flanders Ladies Trophy Coxyde-Bains                   |          | Terre (ext.) | Ruxandra Dragomir et Irina Spîrlea          | Erda Crous et Lucie Ludvigova                  |                    |
| 1991               | Flanders Ladies Trophy Coxyde-Bains                   |          | Terre (ext.) | Laurence Courtois et Nancy Feber            | Olga Lugina et Ninel Barkan                    |                    |
| 1992               | Flanders Ladies Trophy Coxyde-Bains                   |          | Terre (ext.) | Svetlana Krivencha et Agata Werblinska      | Maria Chirikova et Elena Likhovtseva           |                    |
| 1993               | Flanders Ladies Trophy Coxyde-Bains                   |          | Terre (ext.) | Nathalie Dittmann et Mireille Dittmann      | Jitka Dubcova et Ivana Havrlikova              |                    |
| 1994               | Flanders Ladies Trophy Coxyde-Bains                   |          | Terre (ext.) | Francesca Lubiani et Maria Paola Zavagli    | Giulia Casoni et Sara Ventura                  |                    |
| 1995               | Flanders Ladies Trophy Coxyde-Bains                   |          | Terre (ext.) | Meredith Geiger et Magüi Serna              | Zuzane Nemsakova et Martina Nedelkova          |                    |
| 12 au 18 août 1996 | Flanders Ladies Trophy Coxyde-Bains                   |          | Terre (ext.) | Nathalie Dittmann et Mireille Dittmann      | Rosa Maria Perez et C. de Subijana             |                    |
| 12 au 17 août 1997 | Flanders Ladies Trophy Coxyde-Bains                   |          | Terre (ext.) | Annica Lindstedt et Anne-Marie Mikkers      | Kildine Chevalier et Laetitia Sanchez          |                    |
| 11 au 16 août 1998 | Flanders Ladies Trophy Coxyde-Bains                   |          | Terre (ext.) | Luciane Masante et Monica Mastalirova       | Lotty Seelen et Katarina Valkyova              |                    |
| 16 au 22 août 1999 | Flanders Ladies Trophy Coxyde-Bains                   |          | Terre (ext.) | Li Na et Li Ting                            | Rewa Hudson et Shelley Stephens                |                    |
| 14 au 20 août 2000 | Flanders Ladies Trophy Coxyde-Bains                   |          | Terre (ext.) | Leslie Butkiewicz et Lenka Snajdrova        | Marion Bartoli et Carmen Gajo                  |                    |
| 13 au 19 août 2001 | Flanders Ladies Trophy Coxyde-Bains                   |          | Terre (ext.) | Lenka Snajdrova et Alexandra Srndovic       | Marina Lazarovsca et Jelena Pandžić            |                    |
| 12 au 18 août 2002 | Flanders Ladies Trophy Coxyde-Bains                   |          | Terre (ext.) | Valeria Bondarenko et Edita Liachoviciute   | Zuzana Cerna et Vladimira Uhlirova             |                    |
| 11 au 17 août 2003 | Flanders Ladies Trophy Coxyde-Bains                   |          | Terre (ext.) | Elke Clijsters et Kirsten Flipkens          | Zuzana Cerna et Vladimira Uhlirova             |                    |
| 09 au 15 août 2004 | Flanders Ladies Trophy Coxyde-Bains                   |          | Terre (ext.) | Leslie Butkiewicz et Shelley Stephens       | Debbrich Feys et Jessie de Vries               |                    |
| 15 au 21 août 2005 | Flanders Ladies Trophy Coxyde-Bains                   |          | Terre (ext.) | Iveta Gerlova et Carmen Klaschka            | Samia Medjahdi et Jessie de Vries              |                    |
| 14 au 20 août 2006 | Flanders Ladies Trophy Coxyde-Bains                   |          | Terre (ext.) | Émilie Bacquet et Valérie Vanhamme          | Jessie de Vries et Debbrich Feys               | 7/6-7/6            |
| 13 au 20 août 2007 | Flanders Ladies Trophy Coxyde-Bains et Coxyde-Village |          | Terre (ext.) | Émilie Bacquet et Samantha Schoeffel        | Olga Brozda et Sylwia Zagorska                 | 6-1 6-1            |
| 11 au 17 août 2008 | Flanders Ladies Trophy Coxyde-Bains et Coxyde-Village |          | Terre (ext.) | Fatima-Zahra El Allami et Hayley Ericksen   | Josanne Van Bennekom et Nadège Vergos          | 4-6 6-3 7-6 (10-8) |
| 3 au 10 août 2009  | Flanders Ladies Trophy Coxyde-Bains et Coxyde-Village |          | Terre (ext.) | Shannon Golds et Nicole Kritz               | Johanna Larsson et Anna Smith                  | 7-6(3) 6-2         |